# ギヨーム3世 (アキテーヌ公)
ギヨーム3世（Guillaume III, duc d'Aquitaine, 913年 - 963年4月3日）は、アキテーヌ公（在位：962年 - 963年）、ポワティエ伯（在位：935年 - 963年）およびオーヴェルニュ伯（在位：950年 - 963年）。アデマール・ド・シャバンヌ、デュド・ド・サン＝カンタンおよびギヨーム・ド・ジュミエージュがギヨーム3世の治世について記録を残している。「Tête d'étoupe（テット・デトゥープ）」（麻くず頭公）と呼ばれる。

## 生涯
ギヨーム3世はアキテーヌ公エブレ・マンゼール（庶子公）とエミリアンヌの息子として、ポワティエで生まれた。父の死後、アキテーヌ公位を主張したが、西フランク王はギヨーム3世の死の前年まで公位を認めなかった。
936年、西フランク王ラウールの崩御後まもなく、ルイ4世はユーグ大公に領土の一部を割譲することを余儀なくされた。ユーグはこれを潔く受け入れたが、それ以降ユーグとの関係は悪化した。950年、ユーグはルイ4世と和解し、ブルゴーニュ公位とアキテーヌ公位を与えられた。ユーグはルイ4世の支援を受けてアキテーヌを征服しようとしたが、ギヨーム3世に敗れた。ルイ4世の次の王ロテールはギヨーム3世の力を恐れていた。955年8月、ギヨーム3世はユーグと共にポワティエを包囲し、ポワティエは抵抗に成功した。しかし、ギヨーム3世は戦いを仕掛け、敗走した。
ユーグの死後、息子のユーグ・カペーがアキテーヌ公に叙せられたが、ギヨーム3世がロテールと和解したため、領地を奪おうとはしなかった。
ギヨーム3世はサン＝ティレール＝ル＝グラン修道院を与えられ、同修道院はギヨーム3世の死後もポワティエ家の所有とされた。また、ギヨーム3世はポワティエ宮殿に図書館を建設した。

## 結婚と子女
アデマール・ド・シャバンヌの年代記によると、ギヨーム3世の妻はノルマンディー公ロロの娘、ジェルロック（アデルとも呼ばれる）であった。あまり信憑性が高くないデュド・ド・サン＝カンタンの記述では、父エブレではなくギヨーム3世がジェルロックと結婚したとしており、おそらく936年頃、ノルマンディー公ギヨーム1世が仲立ちした縁組であったとしている。
ジェルロックとの間には、以下の子女が生まれた。
- ギヨーム4世（937年頃 - 994年） - アキテーヌ公[3]。ポワティエのサン＝シプリアン修道院に隠棲し、息子に統治を委ねた。
- アデライード（945/52年 - 1004年） - ユーグ・カペーと結婚[注釈 1]